# Grekland i Eurovision Song Contest 2015
Grekland deltog i Eurovision Song Contest 2015 i Wien, Österrike. Maria Elena Kiriakou valdes att representera Grekland i tävlingen med låten "One Last Breath".

## Bakgrund
Den 24 juli 2014 bekräftade Grekland sitt deltagande i tävlingen. I september fanns det rykten om att Grekland inte kunde delta i tävlingen eftersom NERIT ännu inte var medlem i EBU. Dessa rykten har senare bekräftats av EBU. NERIT hade lämnat in en ansökan om aktivt EBU medlemskap, vilket är ett krav för att få delta i Eurovision Song Contest. Ansökan lämnades över vid EBU generalförsamling i december 2014. Den 5 december 2014 bekräftades det att NERIT var medlem i EBU.

## Finalen
Den 14 januari 2015 bekräftades officiellt att NERIT skulle samarbeta med den privata musikkanal MAD TV. Den 18 februari meddelades det att Mary Sinatsaki skulle bli presentatör för den grekiska finalen. Eurosong 2015 - NERIT & MAD Show (60 year's of music) var den grekiska nationella finalen, som hölls för att markera det grekiska bidraget för Eurovision Song Contest 2015. Showen hölls den 4 mars 2015. Värdarna för showen var Ntoretta Papadimitriou och Mary Sinatsaki.
Finalen hölls i Enastron Music Hall i Tavros i Aten 21:00.
| Nr | Artist                 | Sång              | Musik o text                                                                            | Telefonröster (%) | Juryröster (%) | Sammanlagt | Placering |
| -- | ---------------------- | ----------------- | --------------------------------------------------------------------------------------- | ----------------- | -------------- | ---------- | --------- |
| 1  | C：Real                | "Crash & Burn"    | Takis Dimaschis                                                                         | 7.02              | 8,23           | 15,25      | 5         |
| 2  | Thomai Apergi & Legend | "Jazz & Sirtaki"  | Christos Papadopoulos, Giannis Sinnis                                                   | 10,92             | 10,78          | 21,70      | 2         |
| 3  | Barrice                | "Ela"             | Niclas Olausson & The Beatbox, Victoria Chalkiti                                        | 8,47              | 9,29           | 17,76      | 4         |
| 4  | Shaya Hansen           | "Sunshine"        | Shaya Hansen, Thomas Reil, Jeppe Reil, Marios Psimopoulos                               | 11.21             | 10,16          | 21,37      | 3         |
| 5  | Maria Elena Kiriakou   | "One Last Breath" | Efthivoulos Theoxarous & Maria Elena Kiriakou, Vaggelis Konstantinidis & Evelina Tziora | 12,38             | 11,54          | 23,92      | 1         |

## Under Eurovision
Grekland deltog i den första semifinalen den 19 maj 2015. De kom till final där de kom på 19:e plats.